# بنو وائل (یمن)
 بنو وائل  روستایی است در عزلهٔ (بنو وائل)، ناحیهٔ (الحترم)، از توابع استان صَعده در کشور یمن در شبه جزیره عربستان است. 
جمعیت آن ۳۵۹ نفر (۱۱ خانوار) می‌باشد.